# Coupe de la Ligue anglaise de football 1964-1965
Navigation
1963-1964 1965-1966
La Coupe de la Ligue anglaise de football 1964-1965 est la cinquième édition de la Coupe de la Ligue anglaise de football, elle regroupe les 92 meilleurs clubs d'Angleterre.
La compétition est remportée par Chelsea FC, qui bat Leicester City en finale par 3 buts à 2 en score cumulé. Le match aller à Stamford Bridge se solde par une victoire 3 à 2, le match retour à Leicester se solde par un match nul 0 à 0.

## Format
Les 20 clubs de la Premier League et les 72 clubs de la Football League sont conviés à la compétition. Dix clubs ne participent pas à cette édition.
Jusqu'aux quarts de finale les rencontres se disputent sur un seul match. En cas d'égalité après le temps règlementaire, une prolongation de deux fois 15 minutes est jouée. S'il n'y a pas de vainqueur au bout de la prolongation, le match est rejoué chez le club visiteur. A partir des demi-finales, les matchs sont joués en aller et retour, en cas d'égalité au score cumulé un troisième match est joué.
Les clubs ne participants pas à la compétition :
- Arsenal FC
- Sheffield Wednesday
- Tottenham Hotspur
- West Bromwich Albion
- Wolverhampton Wanderers
- Burnley FC
- Everton FC
- Liverpool FC
- Manchester United
- Nottingham Forest

## Calendrier
| Tour           | Date principale               |
| -------------- | ----------------------------- |
| premier tour   | 2 septembre 1964              |
| deuxième tour  | 23 septembre 1964             |
| troisième tour | 14 octobre 1964               |
| quatrième tour | 4 novembre 1964               |
| cinquième tour | 25 novembre 1964              |
| demi-finales   | 20 janvier et 10 février 1965 |
| finales        | 15 mars et 5 avril 1965       |

## Demi-finales
| Équipe 1       | Résultat | Équipe 2        | Aller | Retour |
| -------------- | -------- | --------------- | ----- | ------ |
| Aston Villa    | 3 - 4    | Chelsea FC      | 2 - 3 | 1 - 1  |
| Leicester City | 4 - 2    | Plymouth Argyle | 3 - 2 | 1 - 0  |

## Finales
La première finale se déroule le 15 mars 1965 à Stamford Bridge, le match retour le 5 avril 1965 à Filbert Street à Leicester.
| Équipe 1   | Résultat | Équipe 2       | Aller | Retour |
| ---------- | -------- | -------------- | ----- | ------ |
| Chelsea FC | 3 - 2    | Leicester City | 3 - 2 | 0 - 0  |